# Niedersächsisches Landesarchiv (Abteilung Oldenburg)

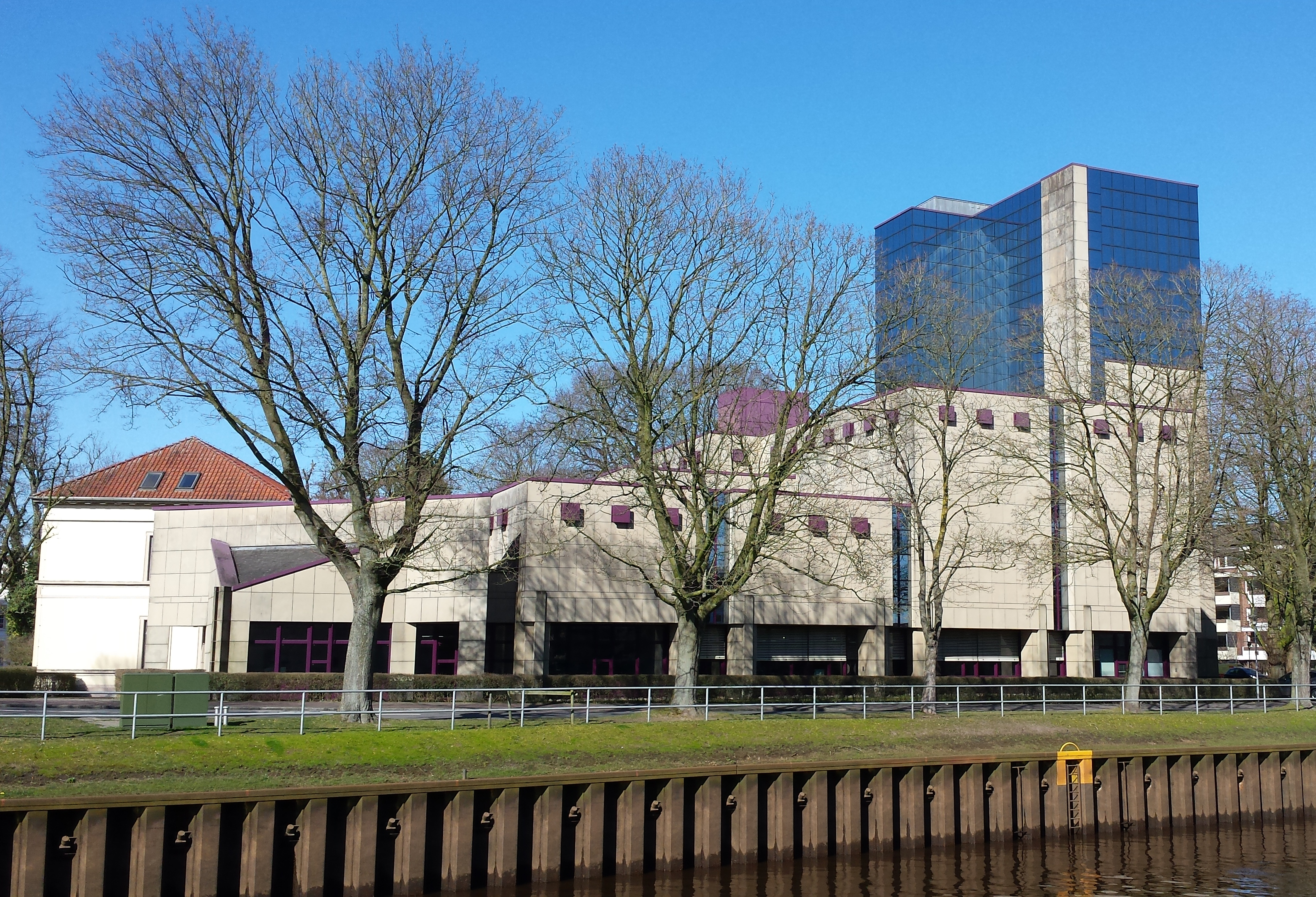
Niedersächsisches Landesarchiv (Abteilung Oldenburg) von der anderen Seite der Hunte aus gesehen

Die Abteilung Oldenburg (bis 2013: Staatsarchiv Oldenburg, bis 2019: Standort Oldenburg) des Niedersächsischen Landesarchivs ist verantwortlich für alle staatlichen Behörden und Gerichte und deren Rechts- und Funktionsvorgänger mit regionaler Zuständigkeit im historischen Territorium Oldenburg. Er übernimmt, verwahrt und unterhält das bei staatlichen Behörden, Gerichten und anderen Einrichtungen des Bundeslandes Niedersachsen entstandene überlieferungswürdige Schriftgut und sichert auch von Archivaren für historisch wichtig befundene Unterlagen aus dem nichtstaatlichen Bereich (d. h. beispielsweise von Kommunen, Vereine, Firmen, Personen), sofern sie ihm angeboten werden.

## Geschichte
Oldenburg wurde im späten Mittelalter wichtigste Residenz der Grafen von Oldenburg, in der Folge entstand eine dauernde Kanzlei als feste Regierungseinrichtung. Der im Laufe des 16. Jahrhunderts anschwellende Schriftverkehr machte die Einrichtung eines Archivs unumgänglich. 1615 wird der erste Archivar erwähnt, die erste förmliche Bestallung eines Archivars erfolgte 1626 durch Graf Anton Günther. Von nun an war das überwiegend im Schloss untergebrachte Archiv eine ständige Einrichtung der Oldenburger Verwaltung, allerdings geteilt in ein Kanzlei- bzw. Regierungsarchiv und in ein Haus- und Geheimarchiv. Dieser Status blieb auch erhalten, als die Grafschaft nach dem Tode Anton Günthers 1667 an Dänemark fiel.
Nach der Übergabe Oldenburgs an die jüngere Linie Holstein-Gottorp im Jahre 1773 und die Erhebung des Landes zum Herzogtum bzw. Großherzogtum wuchs das Archiv durch die Übernahme der Akten der neuen Landesteile (Oldenburger Münsterland, Fürstentümer Lübeck und Birkenfeld) sowie durch Verwaltungsreformen an. Zudem wurden zwischen 1843 und 1846 die Archivalien des eigentlichen Verwaltungsarchivs (Landesarchivs) und des herzoglichen Hauses vereinigt, das Haus- und Centralarchiv erhielt deshalb am Damm 1846 ein eigenes Gebäude, in dem auch die herzoglichen Bibliothek (Landesbibliothek) untergebracht war. Unter dem Archivar Georg Sello setzte sich das Provenienzprinzip, also die Ordnung der Bestände nach dem Herkunftsgrundsatz, durch. Er passte das Ordnungssystem des Archivs dem Behördenaufbau und der Staatsverfassung an und begann mit einer völligen Umlegung der Archivbestände.
Nach der Abdankung des Großherzogs 1918 und der Bildung des Freistaats Oldenburg 1919 wurde das Haus- und Centralarchiv umbenannt in „Landesarchiv“. Da die Räumlichkeiten in dem Archiv- und Bibliotheksgebäude am Damm 42 unzureichend waren, konnte im Frühjahr 1936 gegenüber, am Damm 43, eine klassizistische Villa als Verwaltungsgebäude bezogen werden, nachdem die in Staatseigentum befindliche Villa nach mehreren Mieterwechseln zuletzt von HJ und BDM genutzt worden war. Dieser Standort blieb erhalten, allerdings wurde das Archiv zwischen 1959 und 1964 erheblich ausgebaut und erhielt seinen charakteristischen Magazinturm. Inzwischen war die 1939 in Staatsarchiv umbenannte Behörde durch Auflösung des Landes Oldenburg und die Gründung des Bundeslandes Niedersachsen im Jahre 1946 in die Niedersächsische Archivverwaltung eingegliedert worden, zu der neben dem nunmehrigen Niedersächsischen Staatsarchiv in Oldenburg die Staatsarchive Aurich, Bückeburg, Osnabrück, Stade, Wolfenbüttel und das für die Landesministerien zuständige Hauptstaatsarchiv Hannover gehörten. Ab 1990 wurde das Staatsarchiv in seiner jetzigen Form grundlegend aus- und umgebaut. Im Sommer 1995 konnte der neue Öffentlichkeitsbereich mit einem modern ausgestatteten Benutzersaal, Gruppenarbeitsraum und Vortragssaal in Nutzung genommen werden. Zum 1. Januar 2005 erfolgte die Fusion aller niedersächsischen Staatsarchive zum Niedersächsischen Landesarchiv. Infolgedessen wird erstmals seit 1943 nach einer grundlegenden Neuordnung der Bestände an einer aktuellen Übersicht gearbeitet. Seit 2013 war die offizielle Bezeichnung Niedersächsisches Landesarchiv, Standort Oldenburg, seit 2019 Niedersächsisches Landesarchiv, Abteilung Oldenburg.

## Zuständigkeit
Die Abteilung Oldenburg ist verantwortlich für die staatlichen Behörden und Gerichte und deren Rechts- und Funktionsvorgänger mit regionaler Zuständigkeit im Bereich der Landkreise Ammerland, Cloppenburg, Friesland, Oldenburg, Wesermarsch und Vechta und in den kreisfreien Städten Delmenhorst, Oldenburg und Wilhelmshaven. Die Grenzen dieses Gebiets entsprechen bis 1667 denen der alten Grafschaft Oldenburg und der Herrschaft Jever, von 1667 bis 1773 denen der Grafschaft Oldenburg in der dänischen Epoche, von 1773 bis 1918 denen des Herzogtums bzw. Großherzogtums Oldenburg, von 1918 bis 1946 denen des Freistaates/Landes Oldenburg und von 1946 bis 1978 denen des Verwaltungsbezirkes Oldenburg. In den Überlieferungen  der oldenburgischen Ministerien und Zentralbehörden sind noch zahlreiche Dokumente enthalten, die die Landesteile Lübeck und Birkenfeld betreffen. Diese Gebiete wurden infolge des Groß-Hamburg-Gesetzes von 1937 an Preußen abgetreten. Die Archivalien der dortigen Unter- und Mittelbehörden sowie Handschriften mit regionalem Bezug wurden infolgedessen an das Landesarchiv Schleswig-Holstein in Schleswig (wegen des Bistums/Fürstentums Lübeck) und an das Landesarchiv Koblenz (wegen des Fürstentums Birkenfeld) abgegeben.
Das Stadtarchiv Oldenburg ist als Dienststelle der Stadt Oldenburg im Dienstgebäude des Landesarchivs untergebracht, dabei aber weder organisatorisch noch personell an die Niedersächsische Landesarchiv – Abteilung Oldenburg gebunden.

## Bestände
In den Magazinen der Abteilung Oldenburg lagern ca. 13 Regalkilometer Akten, ca. 33.000 Karten und Pläne sowie ca. 9.500 Urkunden vom Mittelalter bis ins 21. Jahrhundert (Stand: März 2015).

## Nutzung
Grundsätzlich kann jeder nach den Regelungen des Gesetzes über die Sicherung und Nutzung von Archivgut in Niedersachsen (Niedersächsisches Archivgesetz – NArchG) die Archivalien der Abteilung Oldenburg nutzen, wobei gegebenenfalls daten- und persönlichkeitsrechtliche Schutzfristen zu beachten sind. Für wissenschaftliche Zwecke kann auf Antrag eine Nutzung vor Ablauf der Schutzfristen von der Archivleitung zugelassen werden.
Benutzer können im Internet auf der Internetseite des Niedersächsischen Landesarchivs in den allermeisten Findbüchern des Landesarchivs bzw. der Abteilung recherchieren. Dieses Angebot wird ständig erweitert. Die Archivalien und die Bestände der Dienstbibliothek können nur im Lesesaal eingesehen werden, anders als bei Bibliotheken ist eine Ausleihe nicht möglich. Von zahlreichen Unterlagen stehen Mikrofilme bzw. Mikrofiches und Digitalisate zur Verfügung, die eine schonende Benutzung ermöglichen.
Seit Februar 2015 können sich Benutzer online über das Archivinformationssystem Niedersachsen (Arcinsys) registrieren, Recherchen vornehmen, Benutzungsanträge stellen und Archivalien zur Einsicht im Lesesaal vorbestellen.

## Leitung
- 1837–1839: Johann Ernst Friedrich Thiele
- 1839–1870: Wilhelm Leverkus
- 1871–1888: Berthold Wilhelm Gerhard Römer
- 1889–1920: Georg Sello
- 1920–1932: Hermann Goens
- 1933–1958: Hermann Lübbing
- 1958–1969: Eberhard Crusius
- 1969–1976: Heinrich Schmidt
- 1977–2002: Albrecht Eckhardt
- 2002–2018: Gerd Steinwascher
- seit 2019: Kerstin Rahn[4]